# Cophixalus pakayakulangun
Cophixalus pakayakulangun es una especie de anfibio anuro de la familia Microhylidae.

## Distribución geográfica
Esta especie es endémica de Queensland, Australia. Se encuentra en las cercanías del río Pascoe en la península de Cape York.

## Publicación original
- Hoskin & Aland, 2011 : Two new frog species (Microhylidae: Cophixalus) from boulder habitats on Cape York Peninsula, north-east Australia. Zootaxa, n.º 3027, p. 39-51[4]